# Střekov (část obce)
Střekov (německy Schreckenstein) je část statutárního a krajského města Ústí nad Labem v České republice, spadající pod městský obvod Ústí nad Labem-Střekov. Nachází se na pravém břehu řeky Labe. K roku 2011 zde žilo 14 041 obyvatel.

## Historie
První písemná zmínka pochází z roku 1319. Z ní je patrné, že se původní osada naproti městu Ústí jmenovala Skřekov (latinsky psáno Schrekow) a že nově zbudovaný hrad nad ní byl pojmenován Schrekenstein.
V letech 1900 až 1964 zde stál evangelický Kristův kostel (při cestě do Novosedlic).
V roce 1922 byly k obci Střekov připojeny obce Kramoly a Novosedlice. Původní Střekov se někdy uvádí jako starý Střekov. Jednání o sloučení Kramol a Novosedlic probíhalo již v roce 1908, kdy byl pro sloučenou obec navrhován nový název Elbenau. V roce 1936 povýšilo ministerstvo vnitra Střekov na město a udělilo mu městský znak a prapor. Proti vůli většiny obyvatel ho 1. května 1939 nacistická správa připojila k Velkému Ústí nad Labem. Toto spojení již nebylo nikdy zrušeno.
Dne 26. dubna 1929 byl střekovský biograf prvním místem v Československu, kde se promítal zvukový film. V Praze měla tato novinka premiéru až v srpnu téhož roku.
V letech 1924 až 1936 proběhla pod hradem Střekov na Labi výstavba zdymadla Střekov (známého též jako Masarykova zdymadla či Zdymadla T. G. Masaryka), čímž došlo k několikametrovému vzdutí hladiny a vytvoření přehradní nádrže o délce 19,8 kilometrů a celkovém objemu 16,1 mil. m3. Důvodem výstavby vodního díla bylo splavnění Labe v oblasti nebezpečných peřejí, které začínaly nad Vaňovem a končily asi 400 metrů pod hradem Střekov.

## Přírodní poměry
Střekov je součást města Ústí nad Labem a nachází se v severní části okresu Ústí nad Labem v Ústeckém kraji, při řece Labi. Jeho základními sídelními jednotkami jsou osady Kramoly, Nová Ves, Sídliště Kamenný vrch, Střekov-Kamenný vrch, Střekov-Karla IV., Střekov-lázně, Střekov-nábřeží, Střekov-nad hradem a Střekov-průmyslový obvod.

### Vodstvo
Střekov leží při řece Labe, což je vodní tok I. řádu a jedna z největších řek a vodních cest v Evropě, díky čemuž náleží do úmoří Severního moře. Její úsek v oblasti Střekov tvoří vodní útvary „Labe od toku Ohře po tok Bílina“ a „Labe od toku Bílina po Jílovský potok“. Průtok řeky se stal dominantním modelujícím činitelem, který ovlivnil ráz a vzhled zdejší krajiny. Průměrný dlouhodobý průtok řeky je v profilu Ústí nad Labem (tj. pod Masarykovými zdymadly) 290 m3s−1.

### Ochrana životního prostředí
Celé území Střekova je součástí chráněné krajinné oblasti České středohoří. Ta byla vyhlášena 19. března 1976 výnosem ministerstva kultury ČSR na ploše 1063 km2 k „ochraně typického pohoří, tvořeného třetihorními vyvřelinami s řadou významných ekosystémů a velkou druhovou rozmanitostí.“ Nad ulicí Novoveská roste památný strom buk lesní (Fagus sylvatica), chráněný od roku 1996.

## Obyvatelstvo
Při sčítání lidu v roce 1921 zde žilo 2 748 obyvatel (z toho 1 362 mužů), z nichž bylo 306 Čechoslováků, 2 384 Němců a 58 cizinců. Většina se hlásila k římskokatolické círvki, ale ve čtvrti žilo také 184 evangelíků, dva členové církve československé, tři židé a sto lidí bez vyznání. Podle sčítání lidu z roku 1930 měla čtvrť 9 919 obyvatel: 1 280 Čechoslováků, 8 412 Němců, deset Židů, devět příslušníků jiné národnosti 208 cizinců. Převažovali římští katolíci, ale 960 lidí bylo evangelíky, 104 členy církve československé, 28 Židy, dvanáct lidí patřilo k řeckokatolické církvi, 32 k jiným nezjišťovaným cíkrvím a 1 053 jich bylo bez vyznání.
| Rok            | 1869 | 1880  | 1890  | 1900  | 1910  | 1921  | 1930   | 1950  | 1961   | 1970   | 1980   | 1991   | 2001   | 2011   |
| -------------- | ---- | ----- | ----- | ----- | ----- | ----- | ------ | ----- | ------ | ------ | ------ | ------ | ------ | ------ |
| Počet obyvatel | 786  | 1 213 | 1 940 | 4 184 | 7 327 | 8 550 | 10 115 | 9 040 | 11 374 | 12 883 | 13 345 | 11 856 | 10 894 | 14 041 |
| Počet domů     | 127  | 148   | 187   | 302   | 475   | 583   | 923    | 1 081 | 1 025  | 1 147  | 1 227  | 1 223  | 1 247  | 2 314  |

## Pamětihodnosti

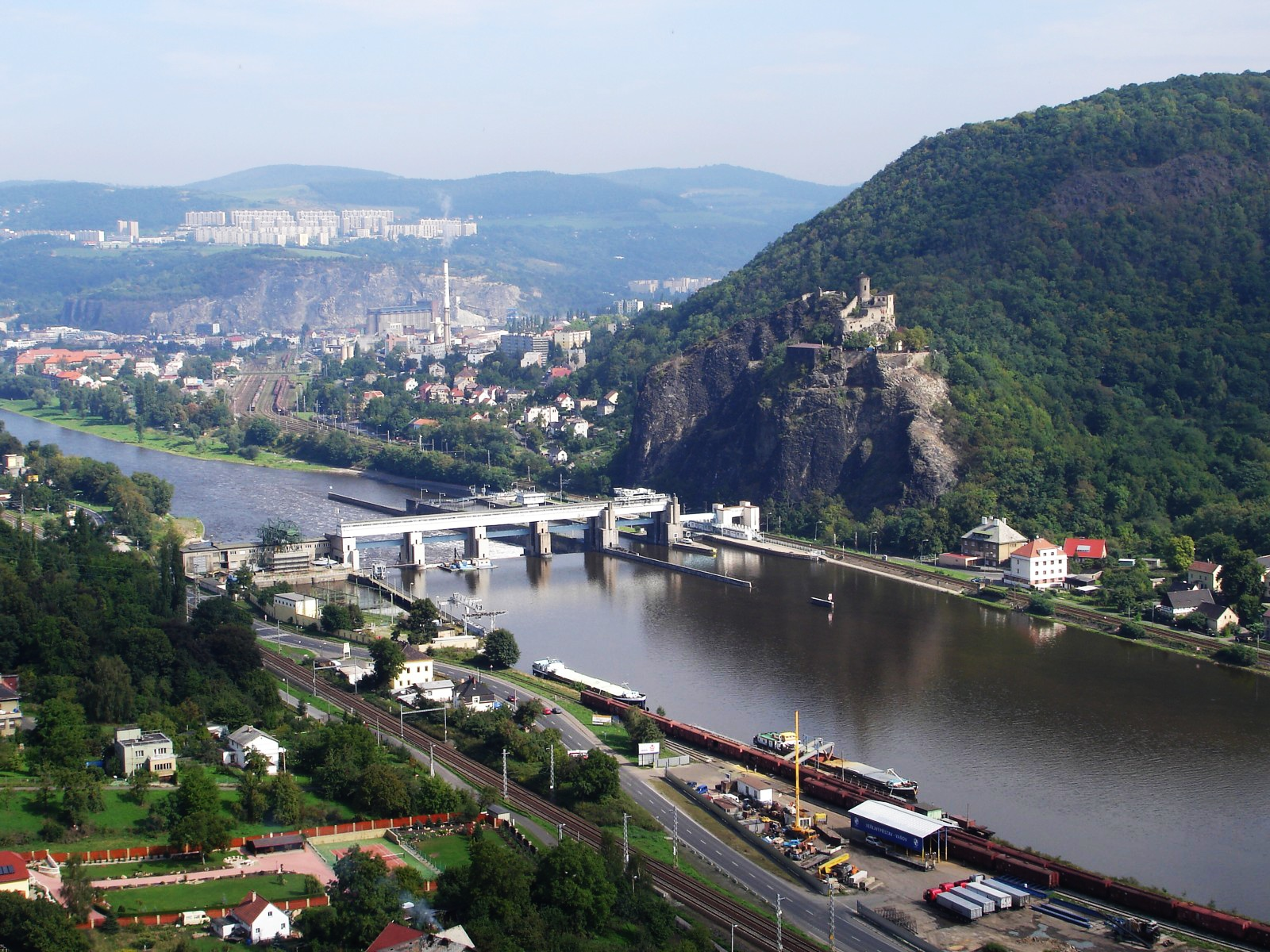
Pohled na hrad Střekov a Masarykova zdymadla od jihozápadu

Dominantou je hrad Střekov, pocházející z počátku 14. století a v době romantismu upravený. Do hradního paláce je umístěna expozice historie hradu a blízkého regionu. Z terasy od restaurace je překrásný výhled na město a do labského údolí. Po roce 1989 byl hrad navrácen do vlastnictví šlechtického rodu Lobkowiczů.
Kostel Nejsvětější Trojice byl postaven roku 1903 v pseudobarokním slohu. V západní věži se nachází zvon z roku 1604 pořízený dílnou Hilgerů a dva zvony od Richarda Herolda z r. 1923. V minulosti se zde nacházel ještě čtvrtý zvon, po němž zde zůstalo jen srdce a prázdné místo ve zvonové stolici.
- Mariánský most přes řeku Labe.
- Zvonička v Malířském koutku pod hradem Střekovem. Pěkná zvonička, tvořená rozsochatým kůlem se stříškou, byla postavena v polovině 19. století. Zvon je bez ozdob.
- Kaple Nejsvětější Trojice v Nové Vsi. Kaple z r. 1806 stojí v horní části obce na protáhlé návsi. Ve věžičce kaple malý zvon.

### Další stavby
- Dvě krematoria z let 1932 a 1986 s urnovým hájem.

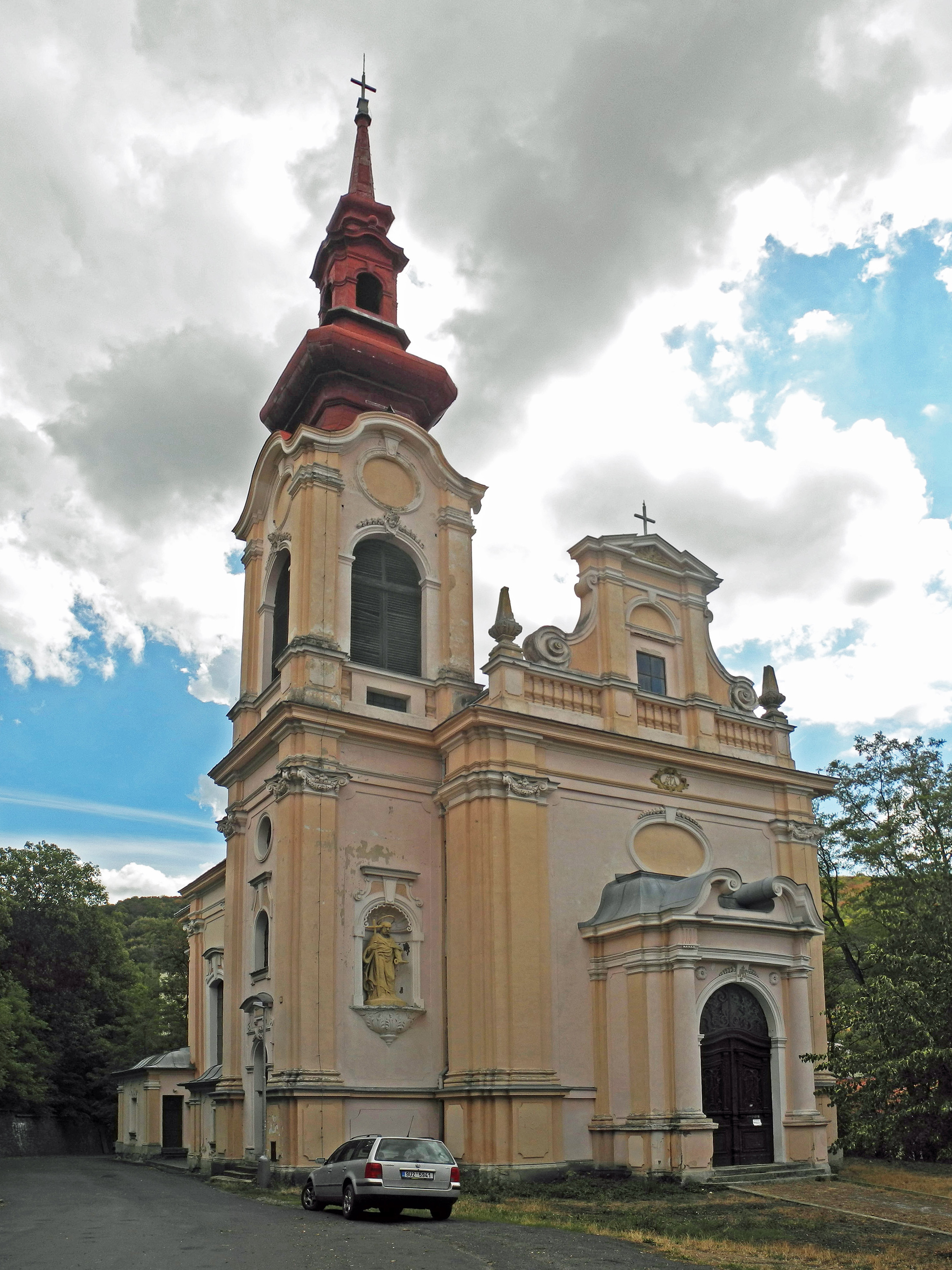
Kostel Nejsvětější Trojice na Střekově
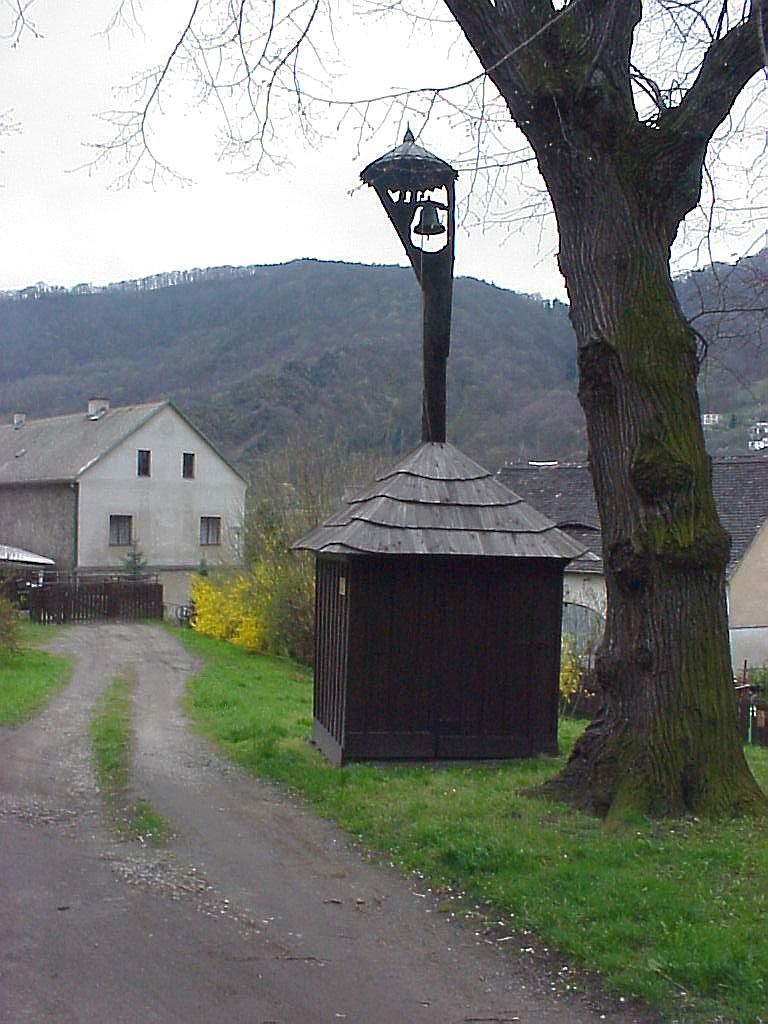
Zvonička v Malířském koutku pod hradem Střekovem
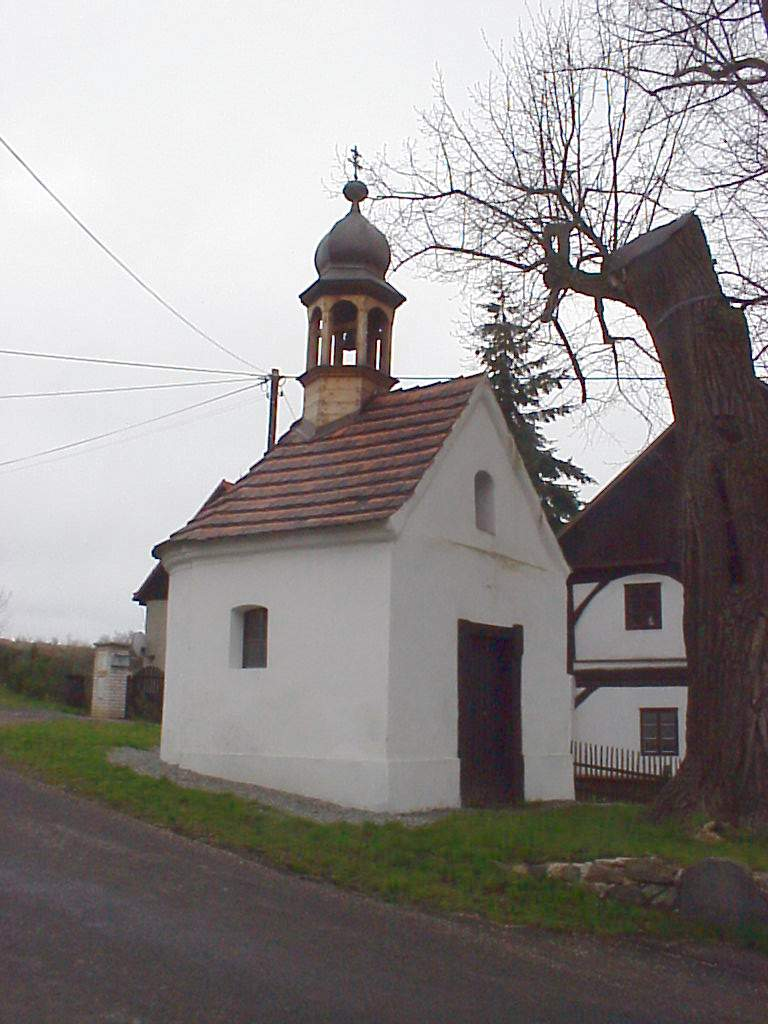
Kaple Nejsvětější Trojice v Nové Vsi
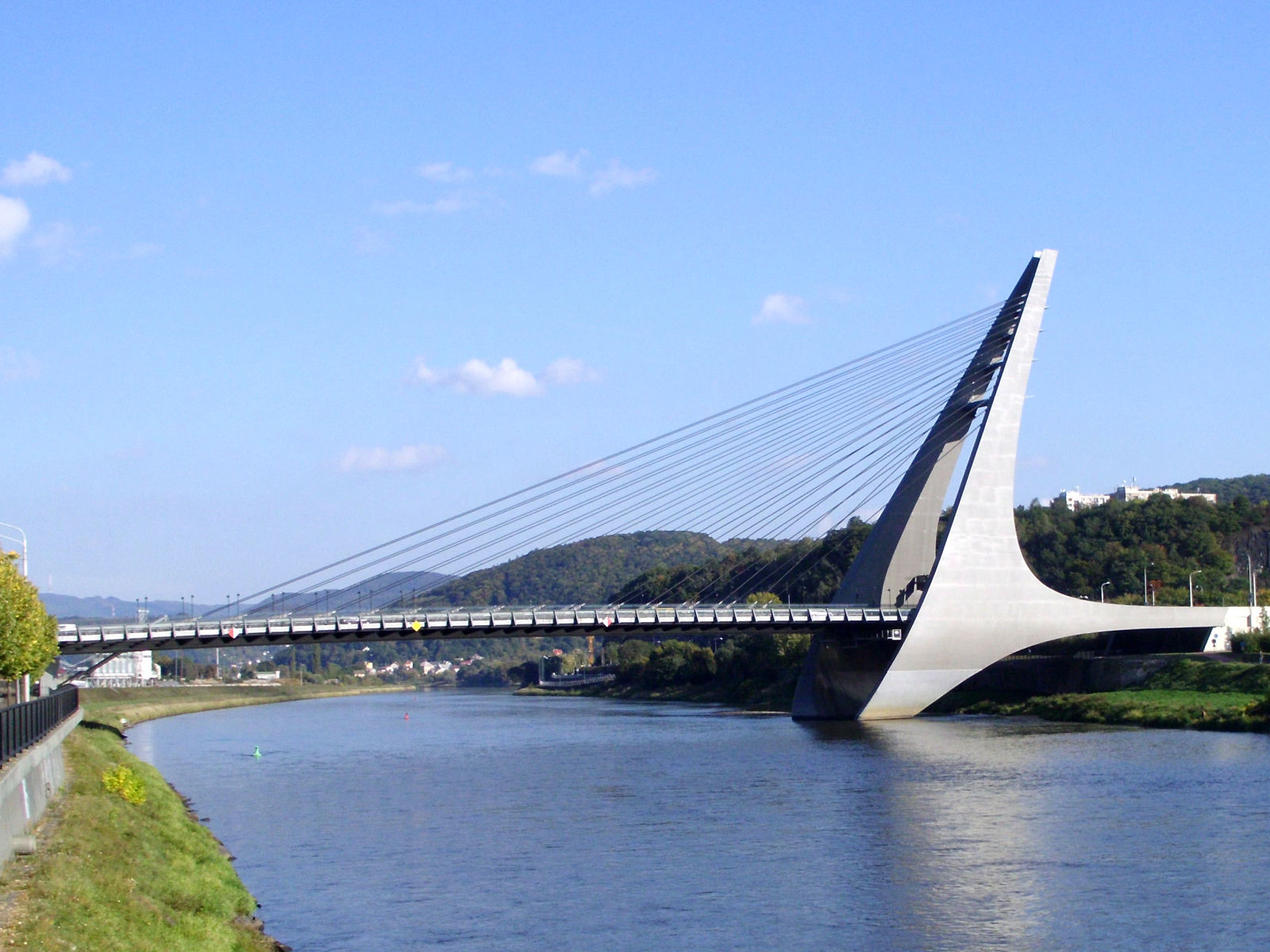
Mariánský most